# Kustmelde
Kustmelde (Atriplex glabriuscula) is een eenjarige plant die behoort tot de amarantenfamilie (Amaranthaceae).
De plant komt oorspronkelijk voor langs de kusten van Noordwest-Europa, Noordoost-Amerika en de Britse eilanden, de soort staat op de Nederlandse Rode Lijst van planten als zeldzaam.

## Kenmerken
De plant wordt 30 tot 60 cm hoog. De paars tot roze bloemen bloeien van augustus tot september. De vrucht is een dopvrucht.
De kustmelde komt voor  aan de kust en op zeedijken, zowel op zandige als op stenige plaatsen.